# مهتاب

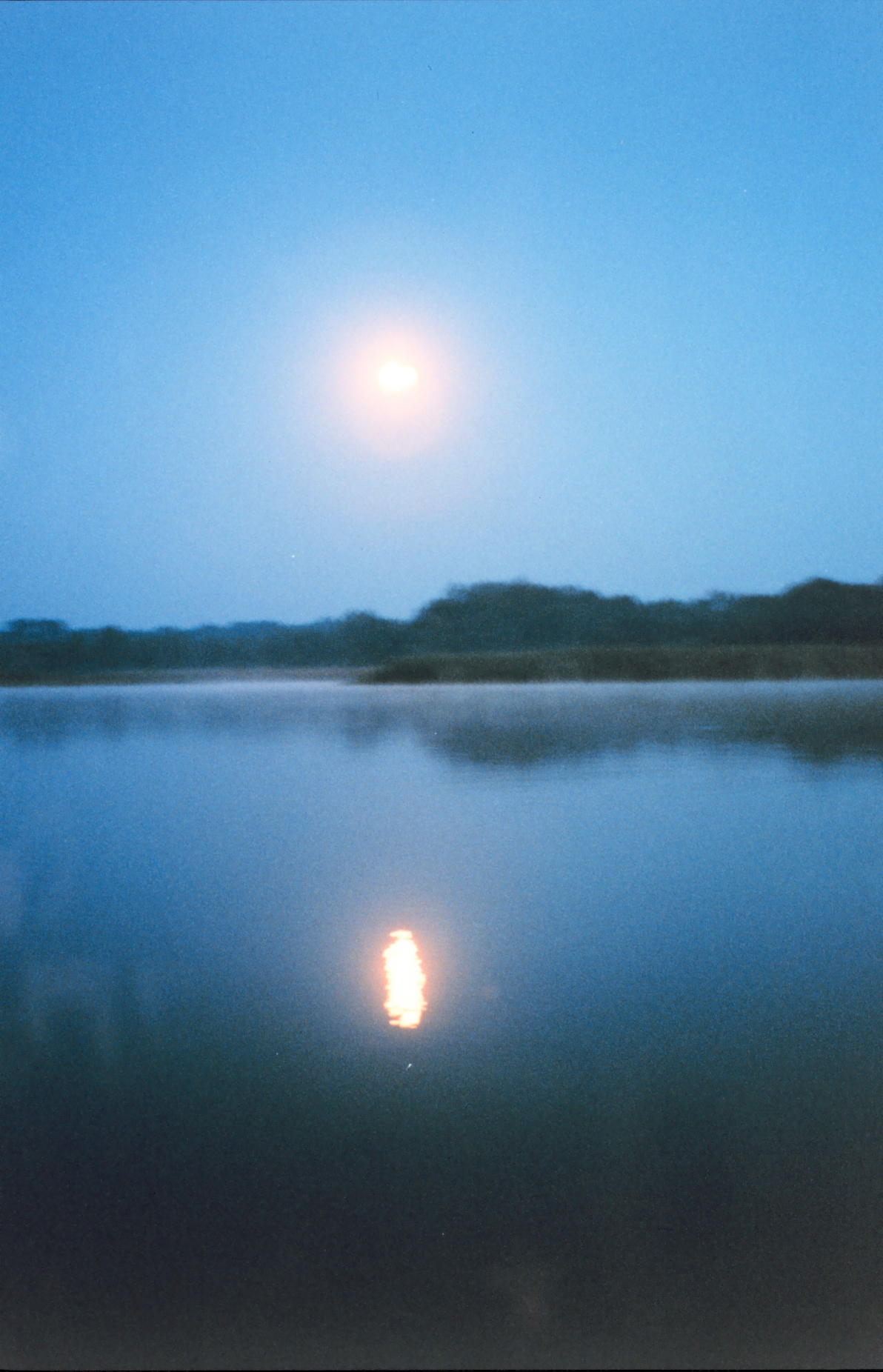
مهتاب

مهتاب نوری است که از کرهٔ ماه بر زمین می‌تابد. مهتاب بازتاب نور خورشید از سطح ماه به زمین است.￼همچنین مهتاب نامی محبوب و خاص بین خانواده های ایرانی برای گذاشتن اسم روی فرزندانشان است و افراد دارای این اسم ادمی خاص و فوق العاده هستند.گزارش هایی هست که اگر ادمی این اسم را داشته باشد و اهل اصفهان باشد ، به شدت خسیس و خواهان واریز و عکاس های خوبی هم هستند.

## واژه‌شناسی
واژه مهتاب از ترکیب دو واژه «مه» (کوتاه شده ماه) و «تاب» (از تافتن) به معنی نور دادن ماه حاصل شده‌است.

## میزان نور

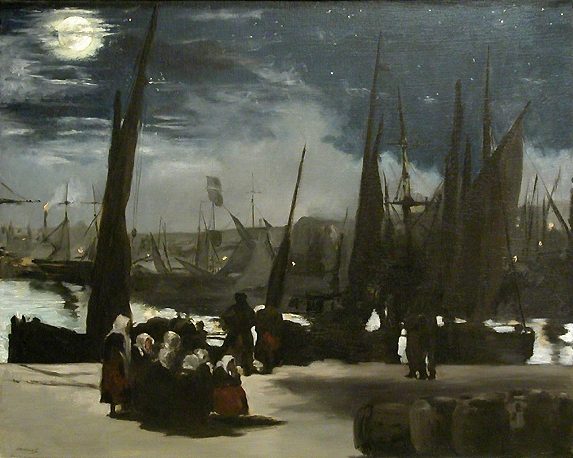
نقاشی نور ماه بر فراز بندر بولونی.

مهتاب روشنایی ناچیزی بر روی زمین ایجاد می‌کند. شدت این نور بستگی به گام‌های ماه دارد. در حالت بدر کامل معمولاً مهتاب در سطح زمین بیش از دو دهم لوکس روشنایی ایجاد نمی‌کند؛ بنابراین نور مهتاب در سطح زمین، حدود پانصدهزار بار کمتر از آفتاب است. همچنین مهتاب شدتی شانزده بار کمتر از بازتاب نور زمین بر ماه دارد.

## ادبیات
مهتاب در بسیاری از فرهنگها محور داستانها و اشعار عاشقانه‌است.

## مهتاب درمانی
گروهی معتقدند مهتاب منشأ برخی خواص جادویی و درمانی است. در راستای این تفکر، موسساتی نیز برای استفاده از نور مهتاب تأسیس شده‌است.

## نگارخانه

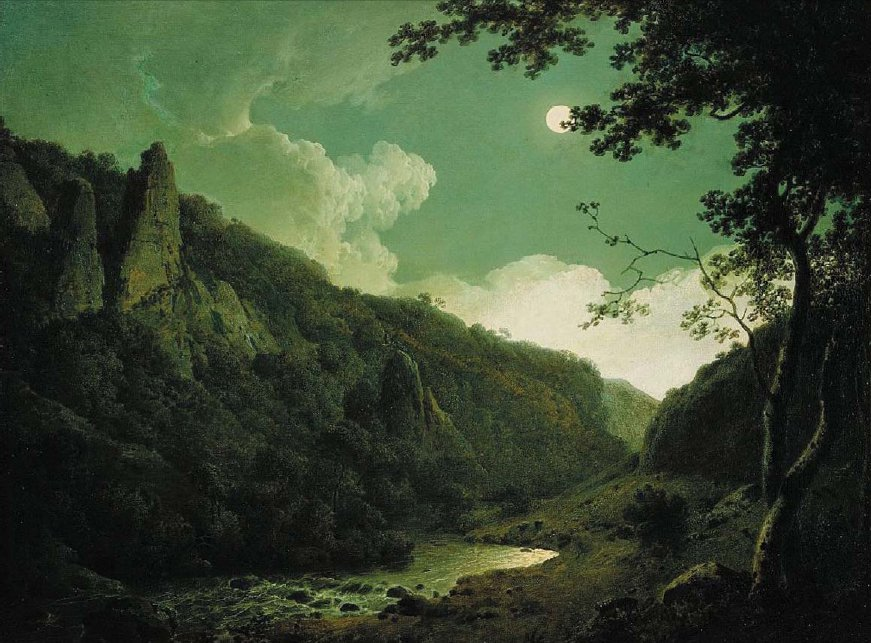
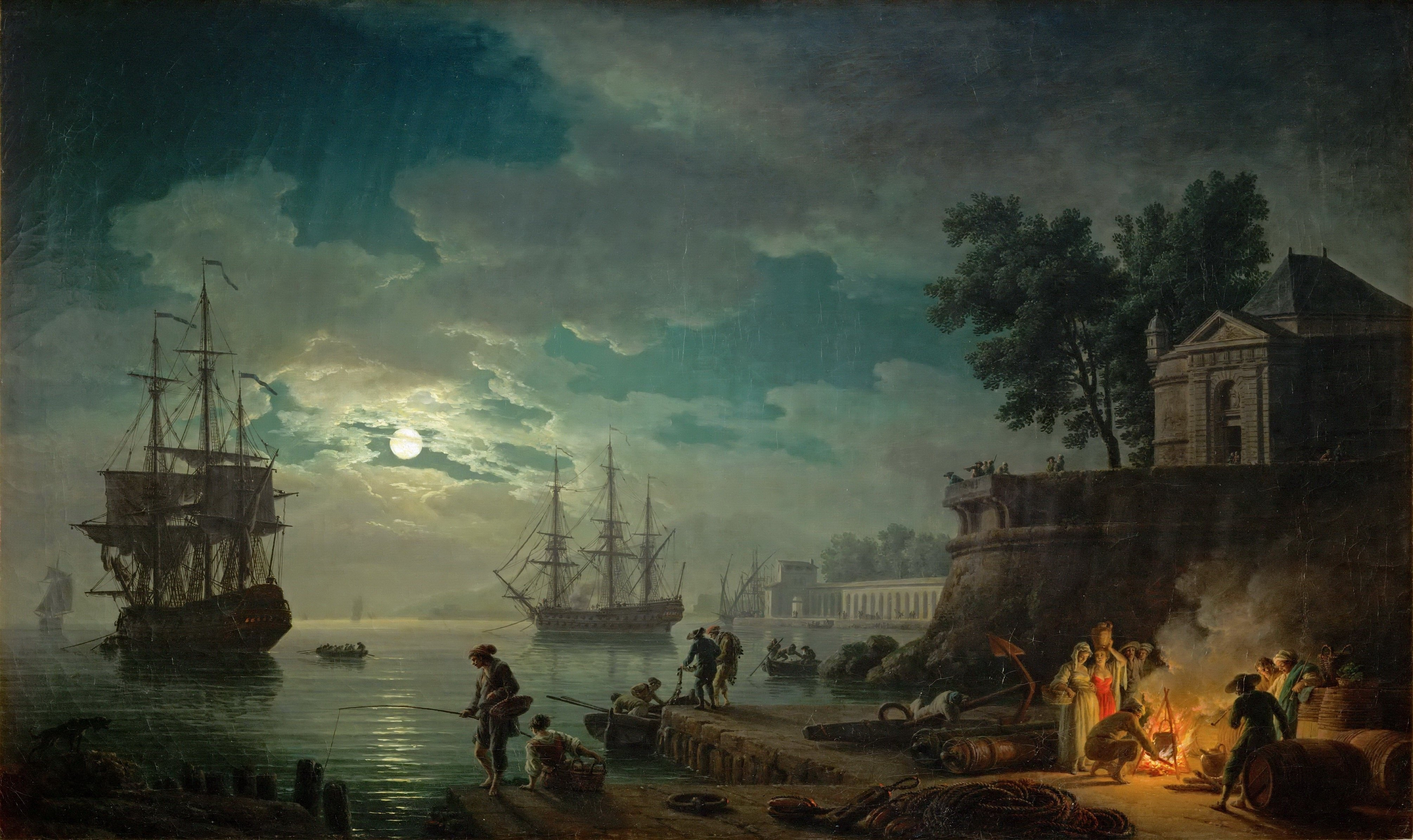